# Pink Floyd/Diskografie
Diese Diskografie ist eine Übersicht über die musikalischen Werke der britischen Rockband Pink Floyd. Den Quellenangaben zufolge hat sie bisher mehr als 300 Millionen Tonträger verkauft, womit sie zu den Interpreten mit den meisten verkauften Tonträgern weltweit zählt. Sie verkaufte alleine in Deutschland über 8,2 Millionen Tonträger und ist somit eine der Bands mit den meisten verkauften Tonträgern in Deutschland. In ihrer Heimat konnte die Band bisher über 14,2 Millionen Tonträger vertreiben. Ihre erfolgreichste Veröffentlichung ist das sechste Studioalbum The Dark Side of the Moon mit über 50 Millionen verkauften Einheiten. Die Alben The Dark Side of the Moon und The Wall zählen mit einer bzw. zwei Millionen verkauften Einheiten nicht nur zu den meistverkauften Musikalben in Deutschland, sondern mit weltweit 50 Millionen bzw. 33 Millionen verkauften Exemplaren zu den meistverkauften Alben aller Zeiten.

## Alben

### Studioalben
| Jahr | Titel Musiklabel                                      | Höchstplatzierung, Gesamtwochen/‑monate, AuszeichnungChartplatzierungen (Jahr, Titel, Musiklabel, Platzierungen, Wochen/Monate, Auszeichnungen, Anmerkungen) | Höchstplatzierung, Gesamtwochen/‑monate, AuszeichnungChartplatzierungen (Jahr, Titel, Musiklabel, Platzierungen, Wochen/Monate, Auszeichnungen, Anmerkungen) | Höchstplatzierung, Gesamtwochen/‑monate, AuszeichnungChartplatzierungen (Jahr, Titel, Musiklabel, Platzierungen, Wochen/Monate, Auszeichnungen, Anmerkungen) | Höchstplatzierung, Gesamtwochen/‑monate, AuszeichnungChartplatzierungen (Jahr, Titel, Musiklabel, Platzierungen, Wochen/Monate, Auszeichnungen, Anmerkungen) | Höchstplatzierung, Gesamtwochen/‑monate, AuszeichnungChartplatzierungen (Jahr, Titel, Musiklabel, Platzierungen, Wochen/Monate, Auszeichnungen, Anmerkungen) | Anmerkungen                                                     |
| Jahr | Titel Musiklabel                                      | DE | AT | CH | UK | US | Anmerkungen                                                     |
| ---- | ----------------------------------------------------- | --- | --- | --- | --- | --- | --------------------------------------------------------------- |
| 1967 | The Piper at the Gates of Dawn Columbia Records (EMI) | DE42 (4 Wo.)DE | — | CH87 (1 Wo.)CH | UK6 Gold · (18 Wo.)UK | US131 (11 Wo.)US | Erstveröffentlichung: 4. August 1967 Verkäufe: + 125.000        |
| 1968 | A Saucerful of Secrets Columbia Records (EMI)         | DE57 (1 Wo.)DE | — | — | UK9 Gold · (12 Wo.)UK | US158 (1 Wo.)US | Erstveröffentlichung: 28. Juni 1968 Verkäufe: + 125.000         |
| 1969 | Ummagumma Harvest Records (EMI)                       | DE25 (21 Wo.)DE | — | — | UK5 Gold · (21 Wo.)UK | US74 Platin · (27 Wo.)US | Erstveröffentlichung: 25. Oktober 1969 Verkäufe: + 1.225.000    |
| 1970 | Atom Heart Mother Harvest Records (EMI)               | DE8 Gold · (26 Wo.)DE | AT— GoldAT | CH64 (4 Wo.)CH | UK1 Gold · (18 Wo.)UK | US55 Gold · (13 Wo.)US | Erstveröffentlichung: 9. Oktober 1970 Verkäufe: + 1.050.000     |
| 1971 | Meddle Harvest Records (EMI)                          | DE11 Gold · (41 Wo.)DE | AT69 (1 Wo.)AT | CH76 (2 Wo.)CH | UK3 Gold · (85 Wo.)UK | US70 ×2Doppelplatin · (73 Wo.)US | Erstveröffentlichung: 1. November 1971 Verkäufe: + 2.575.000    |
| 1973 | The Dark Side of the Moon Harvest Records (EMI)       | DE3 ×3Dreifachplatin · (217 Wo.)DE | AT1 ×2Doppelplatin · (150 Wo.)AT | CH5 (150 Wo.)CH | UK2 ×1616-fach-Platin · (573 Wo.)UK | US1 ×5Diamant + Fünffachplatin · (990 Wo.)US | Erstveröffentlichung: 1. März 1973 Verkäufe: + 50.000.000       |
| 1975 | Wish You Were Here Harvest Records (EMI)              | DE4 Platin · (251 Wo.)DE | AT2 ×2Doppelplatin · (4½ Mt.)AT | CH15 (17 Wo.)CH | UK1 ×2Doppelplatin · (104 Wo.)UK | US1 ×6Sechsfachplatin · (46 Wo.)US | Erstveröffentlichung: 15. September 1975 Verkäufe: + 20.000.000 |
| 1977 | Animals Harvest Records (EMI)                         | DE1 Platin · (36 Wo.)DE | AT2 Gold · (32 Wo.)AT | CH5 (8 Wo.)CH | UK2 Platin · (39 Wo.)UK | US3 ×4Vierfachplatin · (32 Wo.)US | Erstveröffentlichung: 23. Januar 1977 Verkäufe: + 5.685.000     |
| 1979 | The Wall Harvest Records (EMI)                        | DE1 ×4Vierfachplatin · (178 Wo.)DE | AT1 (49 Wo.)AT | CH8 ×2Doppelplatin · (38 Wo.)CH | UK3 ×3Dreifachplatin · (67 Wo.)UK | US1 ×2×3Doppeldiamant + Dreifachplatin · (160 Wo.)US | Erstveröffentlichung: 27. November 1979 Verkäufe: + 33.000.000  |
| 1983 | The Final Cut Harvest Records (EMI)                   | DE1 Gold · (27 Wo.)DE | AT3 Gold · (13 Wo.)AT | CH82 (1 Wo.)CH | UK1 Gold · (25 Wo.)UK | US6 ×2Doppelplatin · (23 Wo.)US | Erstveröffentlichung: 23. März 1983 Verkäufe: + 2.660.000       |
| 1987 | A Momentary Lapse of Reason EMI Music (EMI)           | DE2 Gold · (37 Wo.)DE | AT3 Gold · (24 Wo.)AT | CH2 ×2Doppelplatin · (33 Wo.)CH | UK3 Gold · (35 Wo.)UK | US3 ×4Vierfachplatin · (57 Wo.)US | Erstveröffentlichung: 7. September 1987 Verkäufe: + 5.625.000   |
| 1994 | The Division Bell EMI Music (EMI)                     | DE1 ×3Dreifachgold · (62 Wo.)DE | AT1 Platin · (32 Wo.)AT | CH1 ×2Doppelplatin · (47 Wo.)CH | UK1 ×3Dreifachplatin · (63 Wo.)UK | US1 ×3Dreifachplatin · (53 Wo.)US | Erstveröffentlichung: 28. März 1994 Verkäufe: + 17.000.000      |
| 2014 | The Endless River Parlophone (WMG)                    | DE1 ×3Dreifachgold · (29 Wo.)DE | AT1 Gold · (13 Wo.)AT | CH1 Platin · (22 Wo.)CH | UK1 Platin · (19 Wo.)UK | US3 Gold · (11 Wo.)US | Erstveröffentlichung: 7. November 2014 Verkäufe: + 2.500.000    |

grau schraffiert: keine Chartdaten aus diesem Jahr verfügbar

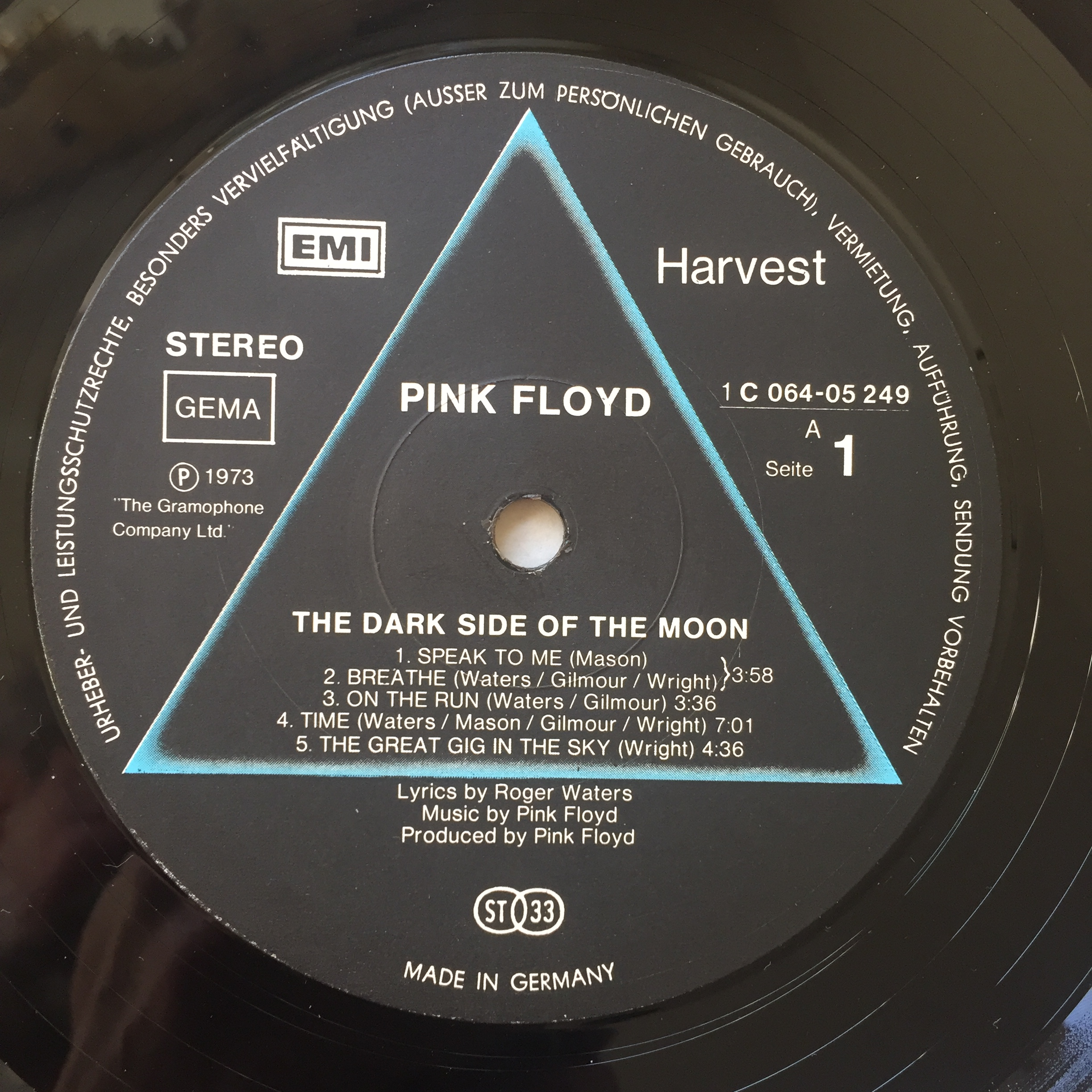
Label zu „The Dark Side of the Moon“
Frontcover zu „The Wall“

### Livealben
| Jahr | Titel Musiklabel                                                  | Höchstplatzierung, Gesamtwochen, AuszeichnungChartplatzierungen (Jahr, Titel, Musiklabel, Platzierungen, Wochen, Auszeichnungen, Anmerkungen) | Höchstplatzierung, Gesamtwochen, AuszeichnungChartplatzierungen (Jahr, Titel, Musiklabel, Platzierungen, Wochen, Auszeichnungen, Anmerkungen) | Höchstplatzierung, Gesamtwochen, AuszeichnungChartplatzierungen (Jahr, Titel, Musiklabel, Platzierungen, Wochen, Auszeichnungen, Anmerkungen) | Höchstplatzierung, Gesamtwochen, AuszeichnungChartplatzierungen (Jahr, Titel, Musiklabel, Platzierungen, Wochen, Auszeichnungen, Anmerkungen) | Höchstplatzierung, Gesamtwochen, AuszeichnungChartplatzierungen (Jahr, Titel, Musiklabel, Platzierungen, Wochen, Auszeichnungen, Anmerkungen) | Anmerkungen                                                   |
| Jahr | Titel Musiklabel                                                  | DE | AT | CH | UK | US | Anmerkungen                                                   |
| ---- | ----------------------------------------------------------------- | --- | --- | --- | --- | --- | ------------------------------------------------------------- |
| 1988 | Delicate Sound of Thunder EMI Music (EMI)                         | DE5 a Gold · (41 Wo.)DE | AT15 Gold · (3 Wo.)AT | CH4 Platin · (21 Wo.)CH | UK11 Gold · (16 Wo.)UK | US11 ×3Dreifachplatin · (22 Wo.)US | Erstveröffentlichung: 21. November 1988 Verkäufe: + 4.490.000 |
| 1995 | P•U•L•S•E EMI Music (EMI)                                         | DE1 Platin · (66 Wo.)DE | AT1 Platin · (20 Wo.)AT | CH1 Platin · (25 Wo.)CH | UK1 Platin · (29 Wo.)UK | US1 ×2Doppelplatin · (22 Wo.)US | Erstveröffentlichung: 29. Mai 1995 Verkäufe: + 3.630.000      |
| 2000 | Is There Anybody Out There? The Wall Live 1980–81 EMI Music (EMI) | DE3 (9 Wo.)DE | AT3 (5 Wo.)AT | CH3 (9 Wo.)CH | UK15 Gold · (6 Wo.)UK | US19 Platin · (9 Wo.)US | Erstveröffentlichung: 24. März 2000 Verkäufe: + 1.107.500     |
| 2021 | Live at Knebworth 1990 Parlophone (WMG)                           | DE9 (5 Wo.)DE | AT8 (1 Wo.)AT | CH6 (4 Wo.)CH | UK8 (1 Wo.)UK | US100 (1 Wo.)US | Erstveröffentlichung: 30. April 2021                          |
| 2023 | The Dark Side of the Moon: Live at Wembley 1974 Parlophone (WMG)  | DE— bDE | AT— bAT | CH— bCH | UK4 (2 Wo.)UK | US49 (1 Wo.)US | Erstveröffentlichung: 24. März 2023                           |
| 2025 | Pink Floyd: Live at Pompeii – MCMLXXII Columbia Records (Sony)    | DE1 (12 Wo.)DE | AT1 (… Wo.)AT | CH1 (7 Wo.)CH | UK1 (… Wo.)UK | US28 (1 Wo.)US | Erstveröffentlichung: 2. Mai 2025                             |

### Kompilationen
| Jahr | Titel Musiklabel                                                                       | Höchstplatzierung, Gesamtwochen/‑monate, AuszeichnungChartplatzierungen (Jahr, Titel, Musiklabel, Platzierungen, Wochen/Monate, Auszeichnungen, Anmerkungen) | Höchstplatzierung, Gesamtwochen/‑monate, AuszeichnungChartplatzierungen (Jahr, Titel, Musiklabel, Platzierungen, Wochen/Monate, Auszeichnungen, Anmerkungen) | Höchstplatzierung, Gesamtwochen/‑monate, AuszeichnungChartplatzierungen (Jahr, Titel, Musiklabel, Platzierungen, Wochen/Monate, Auszeichnungen, Anmerkungen) | Höchstplatzierung, Gesamtwochen/‑monate, AuszeichnungChartplatzierungen (Jahr, Titel, Musiklabel, Platzierungen, Wochen/Monate, Auszeichnungen, Anmerkungen) | Höchstplatzierung, Gesamtwochen/‑monate, AuszeichnungChartplatzierungen (Jahr, Titel, Musiklabel, Platzierungen, Wochen/Monate, Auszeichnungen, Anmerkungen) | Anmerkungen                                                   |
| Jahr | Titel Musiklabel                                                                       | DE | AT | CH | UK | US | Anmerkungen                                                   |
| ---- | -------------------------------------------------------------------------------------- | --- | --- | --- | --- | --- | ------------------------------------------------------------- |
| 1970 | The Best of Pink Floyd auch bekannt als: Masters of Rock Vol. 1 Columbia Records (EMI) | — | — | — | — | — | Erstveröffentlichung: 1970                                    |
| 1971 | Relics Starline Records (EMI)                                                          | DE43 (1 Wo.)DE | AT72 (1 Wo.)AT | — | UK32 Gold · (8 Wo.)UK | US152 (7 Wo.)US | Erstveröffentlichung: 14. Mai 1971 Verkäufe: + 100.000        |
| 1973 | A Nice Pair Harvest Records (EMI)                                                      | — | — | — | UK21 (20 Wo.)UK | US36 (17 Wo.)US | Erstveröffentlichung: 7. Dezember 1973                        |
| 1981 | A Collection of Great Dance Songs auch bekannt als: Hits Harvest Records (EMI)         | DE36 (13 Wo.)DE | AT18 Gold · (½ Mt.)AT | — | UK37 Gold · (10 Wo.)UK | US31 ×2Doppelplatin · (16 Wo.)US | Erstveröffentlichung: 23. November 1981 Verkäufe: + 2.215.000 |
| 1983 | Works Capitol Records (EMI)                                                            | — | — | — | — | US68 (9 Wo.)US | Erstveröffentlichung: 18. Juni 1983                           |
| 2001 | Echoes: The Best of Pink Floyd EMI Music (EMI)                                         | DE1 Gold · (19 Wo.)DE | AT2 (17 Wo.)AT | CH3 Platin · (30 Wo.)CH | UK2 ×3Dreifachplatin · (30 Wo.)UK | US2 ×4Vierfachplatin · (26 Wo.)US | Erstveröffentlichung: 2. November 2001 Verkäufe: + 7.755.000  |
| 2011 | A Foot in the Door – The Best Of EMI Music (EMI)                                       | DE30 (10 Wo.)DE | AT25 (10 Wo.)AT | CH23 (27 Wo.)CH | UK14 Platin · (18 Wo.)UK | US50 (17 Wo.)US | Erstveröffentlichung: 4. November 2011 Verkäufe: + 635.000    |
| 2016 | The Early Years 1965–1972 Cre/ation Parlophone (WMG)                                   | DE20 (2 Wo.)DE | AT29 (2 Wo.)AT | CH24 (4 Wo.)CH | UK19 (5 Wo.)UK | US103 (1 Wo.)US | Erstveröffentlichung: 11. November 2016                       |
| 2017 | The Early Years 1965–1967: Cambridge St/ation Parlophone (WMG)                         | DE96 (1 Wo.)DE | — | — | — | — | Erstveröffentlichung: 24. März 2017                           |
| 2017 | The Early Years 1970: Devi/ation Parlophone (WMG)                                      | DE68 (1 Wo.)DE | — | — | — | — | Erstveröffentlichung: 24. März 2017                           |
| 2017 | The Early Years 1969: Dramatis/ation Parlophone (WMG)                                  | DE87 (1 Wo.)DE | — | — | — | — | Erstveröffentlichung: 24. März 2017                           |
| 2017 | The Early Years 1968: Germin/ation Parlophone (WMG)                                    | — | — | — | — | — | Erstveröffentlichung: 24. März 2017                           |
| 2017 | The Early Years 1972: Obfusc/ation Parlophone (WMG)                                    | DE61 (1 Wo.)DE | — | — | — | — | Erstveröffentlichung: 24. März 2017                           |
| 2017 | The Early Years 1971: Reverber/ation Parlophone (WMG)                                  | DE86 (1 Wo.)DE | — | — | — | — | Erstveröffentlichung: 24. März 2017                           |
| 2019 | The Best of the Later Years: 1987 – 2019 Parlophone (WMG)                              | DE18 (6 Wo.)DE | AT50 (1 Wo.)AT | CH10 (7 Wo.)CH | UK32 Silber · (6 Wo.)UK | US197 (1 Wo.)US | Erstveröffentlichung: 29. November 2019 Verkäufe: + 60.000    |

grau schraffiert: keine Chartdaten aus diesem Jahr verfügbar

### Soundtracks
| Jahr | Titel Musiklabel                                                     | Höchstplatzierung, Gesamtwochen, AuszeichnungChartplatzierungen (Jahr, Titel, Musiklabel, Platzierungen, Wochen, Auszeichnungen, Anmerkungen) | Höchstplatzierung, Gesamtwochen, AuszeichnungChartplatzierungen (Jahr, Titel, Musiklabel, Platzierungen, Wochen, Auszeichnungen, Anmerkungen) | Höchstplatzierung, Gesamtwochen, AuszeichnungChartplatzierungen (Jahr, Titel, Musiklabel, Platzierungen, Wochen, Auszeichnungen, Anmerkungen) | Höchstplatzierung, Gesamtwochen, AuszeichnungChartplatzierungen (Jahr, Titel, Musiklabel, Platzierungen, Wochen, Auszeichnungen, Anmerkungen) | Höchstplatzierung, Gesamtwochen, AuszeichnungChartplatzierungen (Jahr, Titel, Musiklabel, Platzierungen, Wochen, Auszeichnungen, Anmerkungen) | Anmerkungen                                             |
| Jahr | Titel Musiklabel                                                     | DE | AT | CH | UK | US | Anmerkungen                                             |
| ---- | -------------------------------------------------------------------- | --- | --- | --- | --- | --- | ------------------------------------------------------- |
| 1969 | More Columbia Records (EMI)                                          | DE74 (1 Wo.)DE | — | — | UK9 (5 Wo.)UK | US153 (7 Wo.)US | Erstveröffentlichung: 13. Juni 1969 Verkäufe: + 100.000 |
| 1972 | Obscured by Clouds auch bekannt als: La vallée Harvest Records (EMI) | DE19 Gold · (21 Wo.)DE | — | — | UK6 Gold · (14 Wo.)UK | US46 Gold · (25 Wo.)US | Erstveröffentlichung: 3. Juni 1972 Verkäufe: + 850.000  |

grau schraffiert: keine Chartdaten aus diesem Jahr verfügbar

### EPs
| Jahr | Titel Musiklabel                                      | Anmerkungen                |
| ---- | ----------------------------------------------------- | -------------------------- |
| 1967 | Arnold Layne Columbia Records (EMI)                   | Erstveröffentlichung: 1967 |
| 1967 | See Emily Play Columbia Records (EMI)                 | Erstveröffentlichung: 1967 |
| 1971 | One of These Days Odeon Records (EMI)                 | Erstveröffentlichung: 1971 |
| 1980 | The Happiest Days of Our Lives Columbia Records (EMI) | Erstveröffentlichung: 1980 |
| 1982 | Bring the Boys Back Home Columbia Records (EMI)       | Erstveröffentlichung: 1982 |
| 1987 | Learning to Fly Columbia Records (EMI)                | Erstveröffentlichung: 1987 |

## Singles

### Als Leadmusiker
| Jahr | Titel Album                                                | Höchstplatzierung, Gesamtwochen/‑monate, AuszeichnungChartplatzierungen (Jahr, Titel, Album, Platzierungen, Wochen/Monate, Auszeichnungen, Anmerkungen) | Höchstplatzierung, Gesamtwochen/‑monate, AuszeichnungChartplatzierungen (Jahr, Titel, Album, Platzierungen, Wochen/Monate, Auszeichnungen, Anmerkungen) | Höchstplatzierung, Gesamtwochen/‑monate, AuszeichnungChartplatzierungen (Jahr, Titel, Album, Platzierungen, Wochen/Monate, Auszeichnungen, Anmerkungen) | Höchstplatzierung, Gesamtwochen/‑monate, AuszeichnungChartplatzierungen (Jahr, Titel, Album, Platzierungen, Wochen/Monate, Auszeichnungen, Anmerkungen) | Höchstplatzierung, Gesamtwochen/‑monate, AuszeichnungChartplatzierungen (Jahr, Titel, Album, Platzierungen, Wochen/Monate, Auszeichnungen, Anmerkungen) | Anmerkungen                                                   |
| Jahr | Titel Album                                                | DE | AT | CH | UK | US | Anmerkungen                                                   |
| --- | ---------------------------------------------------------- | --- | --- | --- | --- | --- | ------------------------------------------------------------- |
| 1967 | Arnold Layne Arnold Layne EP                               | — | — | — | UK20 (8 Wo.)UK | — | Erstveröffentlichung: 10. März 1967                           |
| 1967 | See Emily Play The Piper at the Gates of Dawn (US-Ausgabe) | DE25 (1 Mt.)DE | — | — | UK6 (12 Wo.)UK | — | Erstveröffentlichung: 16. Juni 1967                           |
| 1967 | Flaming The Piper at the Gates of Dawn                     | — | — | — | — | — | Erstveröffentlichung: 2. November 1967                        |
| 1967 | Apples and Oranges The Best of Pink Floyd                  | — | — | — | — | — | Erstveröffentlichung: 17. November 1967                       |
| 1968 | Let There Be More Light A Saucerful of Secrets             | — | — | — | — | — | Erstveröffentlichung: 19. April 1968                          |
| 1968 | It Would Be So Nice The Best of Pink Floyd                 | — | — | — | — | — | Erstveröffentlichung: 19. April 1968                          |
| 1968 | Julia Dream The Best of Pink Floyd                         | — | — | — | — | — | Erstveröffentlichung: 3. Juni 1968                            |
| 1968 | Point Me at the Sky The Best of Pink Floyd                 | — | — | — | — | — | Erstveröffentlichung: 6. Dezember 1968                        |
| 1969 | The Nile Song More                                         | — | — | — | — | — | Erstveröffentlichung: Dezember 1969                           |
| 1971 | One of These Days Meddle                                   | — | — | — | — | — | Erstveröffentlichung: 29. November 1971                       |
| 1972 | Free Four Obscured by Clouds                               | — | — | — | — | — | Erstveröffentlichung: 10. Juli 1972                           |
| 1973 | Money The Dark Side of the Moon                            | DE49 (1 Wo.)DE | AT10 (1 Mt.)AT | — | UK— PlatinUK | US13 (15 Wo.)US | Erstveröffentlichung: 5. April 1973 Verkäufe: + 740.000       |
| 1974 | Time The Dark Side of the Moon                             | — | — | — | UK— GoldUK | — | Erstveröffentlichung: 4. Februar 1974 Verkäufe: + 455.000     |
| 1974 | Us and Them The Dark Side of the Moon                      | — | — | — | UK— SilberUK | — | Erstveröffentlichung: 4. Februar 1974 Verkäufe: + 200.000     |
| 1975 | Have a Cigar Wish You Were Here                            | — | — | — | — | — | Erstveröffentlichung: 15. November 1975 feat. Roy Harper      |
| 1979 | Another Brick in the Wall (Part II) The Wall               | DE1 Gold · (34 Wo.)DE | AT1 (5 Mt.)AT | CH1 (17 Wo.)CH | UK1 Platin · (12 Wo.)UK | US1 Gold + Platin · (25 Wo.)US | Erstveröffentlichung: 16. November 1979 Verkäufe: + 4.690.000 |
| 1980 | Run Like Hell The Wall                                     | DE46 (9 Wo.)DE | — | — | — | US53 (6 Wo.)US | Erstveröffentlichung: 17. April 1980                          |
| 1980 | Comfortably Numb The Wall                                  | — | — | — | UK— PlatinUK | — | Erstveröffentlichung: 23. Juni 1980 Verkäufe: + 725.000       |
| 1982 | When the Tigers Broke Free Bring the Boys Back Home EP     | — | — | — | UK39 (5 Wo.)UK | — | Erstveröffentlichung: 23. Juli 1982                           |
| 1983 | Not Now John The Final Cut                                 | — | — | — | UK30 (4 Wo.)UK | — | Erstveröffentlichung: 29. April 1983                          |
| 1987 | Learning to Fly A Momentary Lapse of Reason                | DE71 (2 Wo.)DE | — | — | — | US70 (8 Wo.)US | Erstveröffentlichung: 14. September 1987 Verkäufe: + 30.000   |
| 1987 | On the Turning Away A Momentary Lapse of Reason            | — | — | — | UK55 (4 Wo.)UK | — | Erstveröffentlichung: 24. November 1987                       |
| 1988 | The Dogs of War A Momentary Lapse of Reason                | — | — | — | — | — | Erstveröffentlichung: 23. Mai 1988                            |
| 1988 | One Slip A Momentary Lapse of Reason                       | — | — | — | UK50 (3 Wo.)UK | — | Erstveröffentlichung: 13. Juni 1988                           |
| 1994 | High Hopes The Division Bell                               | — | — | — | UK26 (3 Wo.)UK | — | Erstveröffentlichung: 6. April 1994                           |
| 1994 | Take It Back The Division Bell                             | DE75 (10 Wo.)DE | — | — | UK23 (4 Wo.)UK | US73 (7 Wo.)US | Erstveröffentlichung: 16. Mai 1994                            |
| 1995 | Wish You Were Here (Live) P•U•L•S•E                        | — | — | — | — | — | Erstveröffentlichung: 20. Juli 1995                           |
| 2014 | Louder than Words The Endless River                        | — | — | — | — | — | Erstveröffentlichung: 13. Oktober 2014                        |
| 2022 | Hey, Hey, Rise Up! –                                       | DE61 (2 Wo.)DE | — | CH2 (1 Wo.)CH | UK49 (1 Wo.)UK | — | Erstveröffentlichung: 8. April 2022 feat. Andrij Chlywnjuk    |
| Folgende Lieder erschienen nicht als Single, wurden aber durch das Album zum Download und Streaming bereitgestellt und konnten somit eine Platzierung erlangen: |                                                            | | | | | |                                                               |
| |                                                            | | | | | |                                                               |
| 2012 | Wish You Were Here                                         | DE67 (1 Wo.)DE | AT48 (2 Wo.)AT | — | UK68 ×2Doppelplatin · (1 Wo.)UK | — | Charteinstieg: 25. August 2012 Verkäufe: + 1.555.000          |

grau schraffiert: keine Chartdaten aus diesem Jahr verfügbar

Frontcover zu „Another Brick in the Wall (Part II)“

### Als Gastmusiker
| Jahr | Titel Album        | Höchstplatzierung, Gesamtwochen, AuszeichnungChartplatzierungen (Jahr, Titel, Album, Platzierungen, Wochen, Auszeichnungen, Anmerkungen) | Höchstplatzierung, Gesamtwochen, AuszeichnungChartplatzierungen (Jahr, Titel, Album, Platzierungen, Wochen, Auszeichnungen, Anmerkungen) | Höchstplatzierung, Gesamtwochen, AuszeichnungChartplatzierungen (Jahr, Titel, Album, Platzierungen, Wochen, Auszeichnungen, Anmerkungen) | Höchstplatzierung, Gesamtwochen, AuszeichnungChartplatzierungen (Jahr, Titel, Album, Platzierungen, Wochen, Auszeichnungen, Anmerkungen) | Höchstplatzierung, Gesamtwochen, AuszeichnungChartplatzierungen (Jahr, Titel, Album, Platzierungen, Wochen, Auszeichnungen, Anmerkungen) | Anmerkungen                                                 |
| Jahr | Titel Album        | DE | AT | CH | UK | US | Anmerkungen                                                 |
| ---- | ------------------ | --- | --- | --- | --- | --- | ----------------------------------------------------------- |
| 2006 | Proper Education – | DE4 (16 Wo.)DE | AT20 (15 Wo.)AT | CH12 (22 Wo.)CH | UK2 (10 Wo.)UK | — | Erstveröffentlichung: 1. Dezember 2006 Eric Prydz vs. Floyd |

## Videoalben und Musikvideos

### Videoalben
| Jahr | Titel Musiklabel                                                       | Höchstplatzierung, Gesamtwochen, AuszeichnungChartplatzierungen (Jahr, Titel, Musiklabel, Platzierungen, Wochen, Auszeichnungen, Anmerkungen) | Höchstplatzierung, Gesamtwochen, AuszeichnungChartplatzierungen (Jahr, Titel, Musiklabel, Platzierungen, Wochen, Auszeichnungen, Anmerkungen) | Höchstplatzierung, Gesamtwochen, AuszeichnungChartplatzierungen (Jahr, Titel, Musiklabel, Platzierungen, Wochen, Auszeichnungen, Anmerkungen) | Höchstplatzierung, Gesamtwochen, AuszeichnungChartplatzierungen (Jahr, Titel, Musiklabel, Platzierungen, Wochen, Auszeichnungen, Anmerkungen) | Höchstplatzierung, Gesamtwochen, AuszeichnungChartplatzierungen (Jahr, Titel, Musiklabel, Platzierungen, Wochen, Auszeichnungen, Anmerkungen) | Anmerkungen                                                                    |
| Jahr | Titel Musiklabel                                                       | DE | AT | CH | UK | US | Anmerkungen                                                                    |
| ---- | ---------------------------------------------------------------------- | --- | --- | --- | --- | --- | ------------------------------------------------------------------------------ |
| 1972 | Live at Pompeii Universal Music (UMG)                                  | — | — | — | UK2 ×3Dreifachplatin · (298 Wo.)UK | US3 ×3Dreifachplatin · (77 Wo.)US | Erstveröffentlichung: September 1972 Verkäufe: + 355.000                       |
| 1982 | The Wall MGM Records (UA)                                              | DE* ×2DoppelplatinDE | AT4 (5 Wo.)AT | CH2 (76 Wo.)CH | UK4 ×5Fünffachplatin · (… Wo.)UK | US*US | Erstveröffentlichung: 6. August 1982 Verkäufe: + 623.000; * siehe Studioalbum  |
| 1983 | The Final Cut EMI Music (EMI)                                          | DE*DE | AT*AT | CH*CH | UK*UK | US*US | Erstveröffentlichung: Juli 1983 * siehe Studioalbum                            |
| 1989 | Delicate Sound of Thunder Columbia Records (EMI)                       | DE*DE | AT2 (14 Wo.)AT | CH2 (6 Wo.)CH | UK14 (13 Wo.)UK | US1 ×2Doppelplatin · (107 Wo.)US | Erstveröffentlichung: 13. Juni 1989 Verkäufe: + 265.000                        |
| 1992 | La Carrera Panamericana Sony Music (Sony)                              | — | — | — | — | US9 (9 Wo.)US | Erstveröffentlichung: 2. Juni 1992                                             |
| 1995 | P•U•L•S•E EMI Music (EMI)                                              | DE* ×7SiebenfachgoldDE | AT1 Platin · (17 Wo.)AT | CH5 ×3Dreifachplatin · (11 Wo.)CH | UK1 ×5Fünffachplatin · (… Wo.)UK | US1 ×8Achtfachplatin · (495 Wo.)US | Erstveröffentlichung: 29. Mai 1995 Verkäufe: + 1.896.000; * siehe Livealbum    |
| 2003 | The Pink Floyd and Syd Barrett Story Universal Music (UMG)             | — | — | — | UK5 (47 Wo.)UK | US33 (2 Wo.)US | Erstveröffentlichung: 24. März 2003 Verkäufe: + 55.000                         |
| 2003 | The Making of The Dark Side of the Moon Eagle Rock Entertainment (ERE) | DE35 Gold · (4 Wo.)DE | AT4 (6 Wo.)AT | CH*CH | UK1 Platin · (47 Wo.)UK | US2 ×3Dreifachplatin · (16 Wo.)US | Erstveröffentlichung: 25. August 2003 Verkäufe: + 506.000; * siehe Studioalbum |
| 2012 | The Story of Wish You Were Here Eagle Rock Entertainment (ERE)         | DE*DE | — | CH5 (4 Wo.)CH | UK5 (13 Wo.)UK | US4 (57 Wo.)US | Erstveröffentlichung: 26. Juni 2012 Verkäufe: + 7.500; * siehe Studioalbum     |

grau schraffiert: keine Chartdaten aus diesem Jahr verfügbar

### Musikvideos
| Jahr | Titel                               | Regie                                   |
| ---- | ----------------------------------- | --------------------------------------- |
| 1967 | Arnold Layne                        | Derek Nice                              |
| 1967 | See Emily Play                      |                                         |
| 1967 | Apples and Oranges                  | Pink Floyd                              |
| 1967 | Paint Box                           |                                         |
| 1968 | Point Me at the Sky                 | Pink Floyd                              |
| 1968 | Jugband Blues                       |                                         |
| 1968 | Corporal Clegg                      |                                         |
| 1971 | One of These Days                   | Ian Emes                                |
| 1973 | Money                               | Wayne Isham                             |
| 1973 | Brain Damage                        |                                         |
| 1975 | Welcome to the Machine              | Gerald Scarfe                           |
| 1979 | Another Brick in the Wall (Part II) | Gerald Scarfe                           |
| 1983 | The Gunner’s Dream                  | Willie Christie                         |
| 1983 | The Final Cut                       | Willie Christie                         |
| 1983 | Not Now John                        | Willie Christie                         |
| 1983 | The Fletcher Memorial Home          | Willie Christie                         |
| 1987 | Learning to Fly                     | Storm Thorgerson                        |
| 1987 | The Dogs of War                     | Storm Thorgerson                        |
| 1987 | On the Turning Away                 | Lawrence Jordan                         |
| 1988 | One Slip                            | Lawrence Jordan                         |
| 1988 | Comfortably Numb (Live)             | Wayne Isham                             |
| 1989 | One of These Days (Live)            | Wayne Isham                             |
| 1994 | High Hopes                          | Storm Thorgerson                        |
| 1994 | Take It Back                        | Marc Brickman                           |
| 2006 | Proper Education                    |                                         |
| 2014 | Marooned                            | Aubrey Powell                           |
| 2014 | Louder than Words                   | Aubrey Powell                           |
| 2014 | Surfacing                           |                                         |
| 2016 | Childhood’s End (2016 Remix)        | Aubrey Powell                           |
| 2016 | Grantchester Meadows (BBC Session)  | John Coney, Nick Edwards, Aubrey Powell |
| 2016 | Green Is the Colour (BBC Session)   | Aubrey Powell                           |
| 2016 | Nothing Part 14                     | Aubrey Powell                           |
| 2022 | Hey, Hey, Rise Up!                  | Mat Whitecross                          |

## Boxsets
| Jahr | Titel Musiklabel                                                          | Höchstplatzierung, Gesamtwochen, AuszeichnungChartplatzierungen (Jahr, Titel, Musiklabel, Platzierungen, Wochen, Auszeichnungen, Anmerkungen) | Höchstplatzierung, Gesamtwochen, AuszeichnungChartplatzierungen (Jahr, Titel, Musiklabel, Platzierungen, Wochen, Auszeichnungen, Anmerkungen) | Höchstplatzierung, Gesamtwochen, AuszeichnungChartplatzierungen (Jahr, Titel, Musiklabel, Platzierungen, Wochen, Auszeichnungen, Anmerkungen) | Höchstplatzierung, Gesamtwochen, AuszeichnungChartplatzierungen (Jahr, Titel, Musiklabel, Platzierungen, Wochen, Auszeichnungen, Anmerkungen) | Höchstplatzierung, Gesamtwochen, AuszeichnungChartplatzierungen (Jahr, Titel, Musiklabel, Platzierungen, Wochen, Auszeichnungen, Anmerkungen) | Anmerkungen                                                   |
| Jahr | Titel Musiklabel                                                          | DE | AT | CH | UK | US | Anmerkungen                                                   |
| ---- | ------------------------------------------------------------------------- | --- | --- | --- | --- | --- | ------------------------------------------------------------- |
| 1979 | First XI auch bekannt als The Pink Floyd Collection Harvest Records (EMI) | — | — | — | — | — | Erstveröffentlichung: 1979                                    |
| 1992 | Shine On EMI Music (EMI)                                                  | — | — | — | — | US— PlatinUS | Erstveröffentlichung: 16. November 1992 Verkäufe: + 1.100.000 |
| 1997 | 1997 Vinyl Collection EMI Music (EMI)                                     | — | — | — | — | — | Erstveröffentlichung: 18. August 1997                         |
| 2007 | Oh by the Way EMI Music (EMI)                                             | — | — | — | — | — | Erstveröffentlichung: 7. Dezember 2007                        |
| 2011 | Discovery EMI Music (EMI)                                                 | DE9 (9 Wo.)DE | AT61 (1 Wo.)AT | CH26 (4 Wo.)CH | — | — | Erstveröffentlichung: 26. September 2011 Verkäufe: + 160.000  |
| 2016 | The Early Years 1965–1972 Parlophone (WMG)                                | DE61 (1 Wo.)DE | — | — | — | — | Erstveröffentlichung: 11. November 2016                       |

grau schraffiert: keine Chartdaten aus diesem Jahr verfügbar

## Statistik

### Chartauswertung
Die folgende Aufstellung beinhaltet eine Übersicht über die Charterfolge von Pink Floyd in den Album-, Single- sowie den Musik-DVD-Charts. In Deutschland besteht die Besonderheit, dass Videoalben sich ebenfalls in den Albumcharts platzieren. In Österreich, der Schweiz, dem Vereinigten Königreich und den Vereinigten Staaten werden für Videoalben eigenständige Chartlisten geführt.
|                     | DE     | AT     | CH     | UK     | US     |
| ------------------- | ------ | ------ | ------ | ------ | ------ |
| Nummer-eins-Alben   | DE8DE  | AT6AT  | CH4CH  | UK7UK  | US5US  |
| Top-10-Alben        | DE16DE | AT13AT | CH13CH | UK20UK | US10US |
| Alben in den Charts | DE34DE | AT21AT | CH21CH | UK28UK | US29US |

|                       | DE    | AT    | CH    | UK     | US    |
| --------------------- | ----- | ----- | ----- | ------ | ----- |
| Nummer-eins-Singles   | DE1DE | AT1AT | CH1CH | UK1UK  | US1US |
| Top-10-Singles        | DE2DE | AT2AT | CH2CH | UK3UK  | US1US |
| Singles in den Charts | DE9DE | AT4AT | CH3CH | UK12UK | US5US |

|                          | DE    | AT    | CH    | UK    | US    |
| ------------------------ | ----- | ----- | ----- | ----- | ----- |
| Nummer-eins-Videoalben   | DE—DE | AT1AT | CH—CH | UK2UK | US2US |
| Top-10-Videoalben        | DE—DE | AT4AT | CH4CH | UK6UK | US6US |
| Videoalben in den Charts | DE—DE | AT4AT | CH4CH | UK7UK | US7US |

### Auszeichnungen für Musikverkäufe
Die Lieder Another Brick in the Wall (Part I) (+ 15.000), Breathe (In the Air) (+ 435.000), Brain Damage (+ 200.000), Hey You (+ 255.000), Shine on You Crazy Diamond – Parts 1–5 (+ 250.000) und The Great Gig in the Sky (+ 425.000) erschienen weder als Singles, noch konnten sie aufgrund von Downloads oder Streaming die Charts erreichen. Dennoch erhielten diese Lieder Schallplattenauszeichnungen.
| Land/RegionAuszeichnungen für Musikverkäufe (Land/Region, Auszeichnungen, Verkäufe, Quellen) | Silber     | Gold         | Platin         | Diamant       | Verkäufe    | Quellen |
| -------------------------------------------------------------------------------------------- | ---------- | ------------ | -------------- | ------------- | ----------- | --- |
| Argentinien (CAPIF)                                                                          | —          | 3× Gold3     | 10× Platin10   | —             | 518.000     | capif.org.ar (Memento vom 6. Juli 2011 im Internet Archive) AR2 (Memento vom 31. Mai 2011 im Internet Archive) capif.org.ar |
| Australien (ARIA)                                                                            | —          | Gold1        | 73× Platin73   | —             | 3.287.500   | aria.com.au |
| Belgien (BRMA)                                                                               | —          | 3× Gold3     | 2× Platin2     | —             | 165.000     | ultratop.be |
| Brasilien (PMB)                                                                              | —          | —            | 3× Platin3     | Diamant1      | 440.000     | pro-musicabr.org.br |
| Dänemark (IFPI)                                                                              | —          | 5× Gold5     | 12× Platin12   | —             | 455.000     | ifpi.dk |
| Deutschland (BVMI)                                                                           | —          | 12× Gold12   | 17× Platin17   | —             | 8.250.000   | musikindustrie.de |
| Europa (IFPI)                                                                                | —          | —            | 8× Platin8     | —             | (8.000.000) | ifpi.org (Memento vom 1. Januar 2014 im Internet Archive)                                                                   |
| Europa (Impala)                                                                              | 2× Silber2 | —            | —              | —             | (40.000)    | Einzelnachweise |
| Finnland (IFPI)                                                                              | —          | Gold1        | Platin1        | —             | 47.342      | ifpi.fi |
| Frankreich (SNEP)                                                                            | —          | 12× Gold12   | 11× Platin11   | 3× Diamant3   | 8.490.000   | infodisc.fr snepmusique.com                                                                                                 |
| Griechenland (IFPI)                                                                          | —          | Gold1        | Platin1        | —             | 245.000     | Einzelnachweise |
| Hongkong (IFPI/HKRIA)                                                                        | —          | —            | Platin1        | —             | 20.000      | ifpihk.org |
| Island (IFPI)                                                                                | —          | Gold1        | —              | —             | 2.500       | Einzelnachweise |
| Italien (FIMI)                                                                               | —          | 14× Gold14   | 35× Platin35   | —             | 3.810.000   | fimi.it |
| Japan (RIAJ)                                                                                 | —          | Gold1        | —              | —             | 100.000     | riaj.or.jp |
| Kanada (MC)                                                                                  | —          | 3× Gold3     | 36× Platin36   | 4× Diamant4   | 6.940.000   | musiccanada.com |
| Mexiko (AMPROFON)                                                                            | —          | 2× Gold2     | 3× Platin3     | —             | 310.000     | amprofon.com.mx |
| Neuseeland (RMNZ)                                                                            | —          | 2× Gold2     | 97× Platin97   | —             | 1.632.500   | aotearoamusiccharts.co.nz NZ2 (Memento vom 24. Juli 2011 im Internet Archive) NZ3                                           |
| Niederlande (NVPI)                                                                           | —          | 5× Gold5     | 2× Platin2     | —             | 435.000     | nvpi.nl |
| Norwegen (IFPI)                                                                              | —          | 2× Gold2     | 2× Platin2     | —             | 160.000     | ifpi.no NO2 |
| Österreich (IFPI)                                                                            | —          | 7× Gold7     | 7× Platin7     | —             | 525.500     | ifpi.at |
| Polen (ZPAV)                                                                                 | —          | 7× Gold7     | 17× Platin17   | —             | 625.000     | olis.pl |
| Portugal (AFP)                                                                               | —          | 3× Gold3     | 13× Platin13   | —             | 297.000     | Einzelnachweise |
| Russland (NFPF)                                                                              | —          | —            | Platin1        | —             | 20.000      | https://web.archive.org/web/20090122213402/http://2m-online.ru/gold_n_platinum/ 2m-online.ru                                |
| Schweden (IFPI)                                                                              | —          | 4× Gold4     | Platin1        | —             | 190.000     | sverigetopplistan.se |
| Schweiz (IFPI)                                                                               | —          | —            | 13× Platin13   | —             | 628.000     | hitparade.ch |
| Spanien (Promusicae)                                                                         | —          | 5× Gold5     | 8× Platin8     | —             | 880.000     | elportaldemusica.es ES2 ES3                                                                                                 |
| Tschechien (IFPI)                                                                            | —          | Gold1        | —              | —             | 50.000      | Einzelnachweise |
| Ungarn (MAHASZ)                                                                              | —          | —            | Platin1        | —             | 6.000       | slagerlistak.hu |
| Vereinigte Staaten (RIAA)                                                                    | —          | 4× Gold4     | 59× Platin59   | 3× Diamant3   | 78.500.000  | riaa.com |
| Vereinigtes Königreich (BPI)                                                                 | 5× Silber5 | 16× Gold16   | 51× Platin51   | —             | 16.810.000  | bpi.co.uk |
| Insgesamt                                                                                    | 7× Silber7 | 115× Gold115 | 487× Platin487 | 11× Diamant11 |             | |